# Dookoła świata z Willym Foggiem
Dookoła świata z Willym Foggiem / Willy Fog - W 80 Dni Dookoła Świata / W 80 Dni Dookoła Świata / W 80 Dni Dookoła Świata z Willym Foggiem (jap. アニメ80日間世界一周  Anime Hachijūnichikan Sekai Isshū; hiszp. La vuelta al mundo de Willy Fog, ang. Around the World with Willy Fog) – hiszpańsko-japoński serial animowany zrealizowany na podstawie powieści Juliusza Verne’a W 80 dni dookoła świata. Został wyprodukowany przy współpracy z BRB Internacional i Nippon Animation. W Japonii emitowany na TV Asahi. Cechą szczególną serialu jest antropomorfizacja postaci. W 1993 roku powstał sequel Willy Fog 2. Serial doczekał się także dwóch kontynuacji filmowych: „Wyprawa do wnętrza ziemi z Willym Fogiem” i „20 tysięcy mil podmorskiej żeglugi z Willym Fogiem”, wyprodukowane przez BRB Internacional (bez udziału Nippon Animation).

## Fabuła
Akcja toczy się w drugiej połowie XIX wieku. Postacie mają wygląd zwierząt. Angielski dżentelmen Willy Fog (lew) zakłada się, że okrąży świat w osiemdziesiąt dni. Towarzyszą mu Rigodon, kot mówiący z francuskim akcentem, oraz Tico, mały chomik mówiący po włosku. Później, w trakcie podróży, dołącza do nich hinduska pantera, księżniczka Romy, uwolniona przez bohaterów z rąk fanatycznych wyznawców bogini Kali. Willy Fog i jego towarzysze są ścigani przez dwóch policjantów, którzy dowiedzieli się o napadzie na bank, oraz przez tajemniczą postać imieniem Transfer (prawdopodobnie jest to lis, wilk lub szakal), który przebiera się za wiele osób.

## Emisje TV i wydania multimedialne
Seria została wyemitowana najpierw w Hiszpanii, dwa lata później wydana w Japonii na OVA pt. „Dobutsu-no Hachijūnichikan Sekai Isshū” (jap. どうぶつ80日間世界一周) (25 odcinków), a dopiero w 1987 roku trafiła do japońskiej telewizji (wyemitowano 22 z 26 odcinków).
W Polsce serial został wyemitowany na antenie TP1 w II połowie lat 80. ubiegłego wieku z polskim dubbingiem. W latach 90. pojawiła się druga wersja dubbingowa. Na początku XXI wieku na DVD i VHS przez Media Service został wydany film pełnometrażowy, będący kompilacją serii. W 2007 roku serial został wydany ponownie na VCD przez Ross Media z nowym polskim dubbingiem.
Serial ukazał się w Polsce pod kilkoma tytułami: Dookoła Świata z Willym Fogiem (emisja MiniMax), Willy Fog - W 80 Dni Dookoła Świata (wydanie Media Service), W 80 Dni Dookoła Świata (wydanie Vision).

## Wersja  głosowa
| Postać | Obsada hiszpańska  | Obsada japońska     | Obsada polska (wersja pierwsza) | Obsada polska (wersja druga) | Obsada polska (wersja VCD) | Obsada polska (film)   |
| --- | ------------------ | ------------------- | ------------------------------- | ---------------------------- | -------------------------- | ---------------------- |
| Willy Fog | Claudio Rodríguez  | Banjō Ginga         | Krzysztof Gosztyła              | Marek Barbasiewicz           | Leszek Filipowicz          | Grzegorz Pawlak        |
| Romy | Gloria Cámara      | Miki Takahashi      | Agnieszka Kotulanka             | Agnieszka Kunikowska         | Agnieszka Fajlhauer        | Magdalena Zając        |
| Rigodon | Manuel Peiró       | Kei Tomiyama        | Jerzy Kryszak                   | Grzegorz Wons                | Dariusz Błażejewski        | Janusz German          |
| Tico | José Moratalla     | Masako Nozawa       | Włodzimierz Nowakowski          | Włodzimierz Nowakowski       | Aleksander Gawek           | Magdalena Dratkiewicz  |
| inspektor Dix | Rafael De Panagos  | Ichirō Nagai        | Marek Lewandowski               | Artur Kaczmarski             | Ireneusz Machnicki         | Mariusz Siudziński     |
| konstabl Bully | Luis Marín         | Ken’ichi Ogata      | Tadeusz Włudarski               | Jacek Bursztynowicz          | Aleksander Gawek           | Krzysztof Janczar      |
| Transfer | Antolín García     | Shigeru Chiba       | Krzysztof Tyniec                | Krzysztof Tyniec             | Ireneusz Machnicki         | Radosław Popłonikowski |
| Sullivan | Félix Acaso        | Tesshō Genda        | Andrzej Chudy                   | Janusz Bukowski              | Dariusz Błażejewski        | Janusz German          |
| Lord Guiness | Alfonso Santigosa  | ?                   | ?                               | Jacek Jarosz                 | Aleksander Gawek           | Grzegorz Pawlak        |
| Ralph | Eduardo Jovier     | Naoki Tatsuta       | Jerzy Mazur                     | Ryszard Olesiński            | Ireneusz Machnicki         | Mariusz Siudziński     |
| komisarz Rowan | Benjamín Domingo   | Tomomichi Nishimura | Jerzy Bończak                   | Włodzimierz Bednarski        | Leszek Filipowicz          | Grzegorz Pawlak        |
| brygadier Corn | José María Cordero | ?                   | Krzysztof Kołbasiuk             | ?                            | Aleksander Gawek           | Mariusz Siudziński     |
| Narrator | Teofilo Martínez   | ?                   | Wiesław Michnikowski            | Zbigniew Zamachowski         | Ireneusz Machnicki         | Janusz German          |
| Wersja polska: Centralna Wytwórnia Programów i Filmów Telewizyjnych Poltel Reżyseria: Maria Olejniczak Operator dźwięku: Jerzy Rogowiec Montaż: Zofia Dmoch Kierownik produkcji: Dorota Filipek Opracowanie muzyczne piosenek: Wojciech Głuch Tekst piosenek: Dorota Filipek Inżynier studia: Jerzy Bogutyn W pozostałych rolach: - Stanisław Gawlik – kapitan piratów - Krzysztof Kołbasiuk – sprzedawca bananów (odc. 7) - Andrzej Precigs – - sprzedawca bułeczek (odc. 7), - sprzedawca słomkowych kapeluszy (odc. 7), - właściciel słonia (odc. 7, 10), - pan Johnson (odc. 8) - Andrzej Tomecki – konduktor (odc. 7) - Mieczysław Gajda – organizatorka obrzędu pogrzebowego (odc. 9-10) - Jacek Bursztynowicz – - goniec kalkuckiego komisarza policji (odc. 10), - jeden z mnichów (odc. 10) i inni Piosenkę tytułową śpiewali: Krzysztof Gosztyła, Jerzy Kryszak, Włodzimierz Nowakowski i Agnieszka Kotulanka. Lektor: Zofia Gładyszewska Wersja polska: TELEWIZYJNE STUDIA DŹWIĘKU Reżyseria: Andrzej Bogusz Dialogi na podstawie tłumaczenia: Joanny Szaniawskiej – Elżbieta Jeżewska Montaż: Zofia Dmoch Kierownik produkcji: Krystyna Dynarowska Teksty piosenek: Dorota Filipek-Załęska Dźwięk i opracowanie muzyczne: Paweł Gniado Wystąpili: - Stanisław Brudny - Ewa Wawrzoń - Mariusz Leszczyński - Jan Kulczycki - Henryk Łapiński – jeden z członków klubu Reforma - Józef Mika – gazeciarz w Londynie - Ryszard Nawrocki - Włodzimierz Press - Emilian Kamiński - Wojciech Machnicki - Leopold Matuszczak - Krzysztof Strużycki i inni Piosenkę tytułową śpiewali: Marek Barbasiewicz, Agnieszka Kunikowska, Grzegorz Wons ,Włodzimierz Nowakowski. Lektor: Andrzej Bogusz Wersja polska: GMS RECORDS W pozostałych rolach: - Ireneusz Machnicki – jeleń urządzający zakłady - Leszek Filipowicz – - właściciel słonia (odc. 7), - woźnica (odc. 15), - Parsy – opiekun słonia (odc. 15), - ksiądz Wilson (odc. 26) - Dariusz Błażejewski – - okradziony bankier (odc. 1), - żółty pies marynarz (odc. 14), - marynarz, który nie chce popłynąć do Yokohamy, ze względu na brak wódki (odc. 14) - Agnieszka Fajlhauer – - wiewiórka, która zgubiła kapelusz (odc. 1), - mały sprzedawca gazet (odc. 2), - pasażerka pociągu (Transfer w przebraniu) (odc. 2), - sprzedawczyni kwiatów (odc. 3), - stara kobieta (odc. 13), - świnia kelnerka (odc. 18), - chłopiec, któremu Transfer ukradł sanie (odc. 22), - pani Królik (odc. 22) - Łukasz Talik – - brązowy pies marynarz (odc. 14), - jeden z kowbojów (odc. 18) - Wojciech Machnicki – - dyrektor cyrku (odc. 15), - Kapitan parostatku (odc. 16-17), - małpa Manny (odc. 16), - Kelner w meksykańskim barze (odc. 17), - jeden z kowbojów (odc. 18), - barman (odc. 18), - woźnica dyliżansu (odc. 21), - właściciel łódki śnieżnej (odc. 22), - Andrew Speedy, kapitan statku „Chiny” (odc. 23-25), - maszynista (odc. 25) - Bożena Furczyk – - akrobatka (odc. 15), - Tola, świnka akrobatka (odc. 15), - księżniczka Kauna (odc. 16), Piosenkę śpiewali: Leszek Filipowicz, Aleksander Gawek, Łukasz Talik oraz Agnieszka Fajlhauer Lektor: Ireneusz Machnicki Nagrania w systemie cyfrowym zrealizował: Ross Media Opracowanie i udźwiękowienie wersji polskiej: Kartunz Tłumaczenie: Magdalena Marcińska-Szczepaniak Reżyseria i dialogi: Grzegorz Pawlak W wersji polskiej udział wzięli: - Grzegorz Pawlak – - dżentelmen wydra, - konduktor mrówkojad, - właściciel łodzi, - kapitan podpalonego statku, - jeden z kowbojów - Magdalena Zając – Transfer w przebraniu damy - Krzysztof Janczar - Mariusz Siudziński - - Jenkins – okradziony bankier, - woźnica, - Akita, - świnka w cyrku, - jeden z kowbojów, - Johnson, - konduktor pies, Lektor: Grzegorz Pawlak - Dystrybucja VHS: Vision; Media Service - Dystrybucja DVD: Media Service – wydanie jednopłytowe, region: 0/U, format obrazu: 4:3, dźwięk: Dolby Surround 2.0 (polski dubbing), PAL, inna edycja z czasopismem „Mamo, to ja” (50 minut, polski dubbing) - Dystrybucja Video CD: Media Service – z czasopismem „Twoje dziecko” (nr 2/2005, 60 minut, polski dubbing) Źródło: |                    |                     |                                 |                              |                            |                        |

## Spis odcinków
| N/o            | Polski tytuł (Wydanie VCD)  | Hiszpański tytuł (oryginal)    | Angielski tytuł                 |
| -------------- | --------------------------- | ------------------------------ | ------------------------------- |
| SERIA PIERWSZA |                             |                                |                                 |
| 01             | Zakład                      | La apuesta                     | Willy Wants To Win A Lottery    |
| 02             | Wyjazd                      | La partida                     | Let's Travel                    |
| 03             | Tajemnicza dama             | Un viaje accidentado           | The Secret Woman                |
| 04             | Świątynia                   | Se busca a Willy Fog           | The Temple                      |
| 05             | Willy Fog i duch            | Willy Fog y el fantasma        | The Ship Ghost                  |
| 06             | Przygoda w pagodzie         | Aventura en la pagoda          | The Arabian Adventure           |
| 07             | Ekspress do Kalkuty         | El expreso de Calcuta          | The end of the line             |
| 08             | Niebezpieczeństwo w dżungli | Peligro en la selva            | The Indian Jungle               |
| 09             | Na ratunek Romy             | El rescate de Romy             | Romy's In Danger                |
| 10             | Prezent dla Parsiego        | Un regalo para Parsi           | We'll Never Miss You, Mr. Parsy |
| 11             | Pojedynek Rigodona          | El bombín de Rigodón           | Rigodon's Battle                |
| 12             | Sztorm na Morzu Chińskim    | Tempestad en el mar de China   | China Sea Storm                 |
| 13             | Decyzja Rigodona            | Rigodón cae en la trampa       | Rigodon Decides                 |
| 14             | Skok do Jokohamy            | Rumbo a Yokohama               | Yokohama Waits                  |
| 15             | Cyrk Akity                  | El circo de Akita              | The Japanesse Cirucus           |
| 16             | Wakacje na Hawajach         | Fiesta en Hawái                | Aloha Hawaii!                   |
| 17             | Podróż w balonie            | Viaje en globo                 | Willy Fogg and Balloon          |
| 18             | Podróż koleją               | En el ferrocarril del Pacífico | Willy Fogg on Wild West         |
| 19             | Panika                      | La estampida                   | The Panic                       |
| 20             | Ryzykowna decyzja           | Una decisión arriesgada        | The Great Decision              |
| 21             | Bardzo specjalny pociąg     | Un tren muy especial           | The Very Special Train          |
| 22             | Powrót Rigodona             | El regreso de Rigodón          | Rigodon's Return                |
| 23             | Kierunek: Nowy Jork         | Destino: Nueva York            | New York Adventure              |
| 24             | Bunt na Enrietta            | Motín en el Henrietta          | Enriett's in Panic              |
| 25             | Aresztowanie Willy Foga     | El arresto de Willy Fog        | Willy's Under Arrest            |
| 26             | Ostateczna decyzja          | Decisión final                 | All Good What Ends Well         |

### Lista odcinków
|           | Polski tytuł | Hiszpański tytuł (oryginal) | Angielski tytuł         |
| --------- | --- | --------------------------- | ----------------------- |
|           | |                             |                         |
| Odcinek 1 | „Zakład” | „La apuesta“                | „Bon Voyage”            |
| Odcinek 1 | Willy Fog, angielski dżentelmen zatrudnia francuskiego cyrkowca, Rigodona, jako nowego kamerdynera, choć był nieświadomy, że tym samym zatrudnił też przyjaciela Rigodona, Włocha Tico. Później, Fog spotyka się w londyńskim klubie Reform z lordem Guinessem oraz z czterema członkami klubu: zarządcą Banku Anglii, który został obrabowany, panem Sullivanem; szefem londyńskiej gazety, panem Wesson oraz zarządcami kolei i linii morskiej. Podczas dyskusji na temat okrążenia świata, Fog postanawia dowieść, że podróż dookoła świata w 80 dni, kierując się trasą opisaną przez Ralpha, pracownika gazety i pana Wessona, jest możliwa. Jednak pan Sullivan stawia warunek: jeśli Willy Fog nie dotrze do Londynu 21 grudnia, 1872 o godzinie 20:45, będzie zmuszony oddać czwórce członków Klubu Reform po 5 000 funtów (razem 20 000). |                             |                         |
|           | |                             |                         |
| Odcinek 2 | „Wyjazd” | „La partida“                | „Let's Travel”          |
| Odcinek 2 | Ze względu na zakład Willy’ego Foga, wszyscy obstawiają swoje pieniądze, by wygrać swoje zakłady. Ale Fog nie ma pojęcia, że komisarz Rowan przez pomyłkę wziął go za złodzieja, który obrabował angielski bank 24 godziny przed rozpoczęciem podróży dookoła świata i wysyła Inspektora Dixa oraz funkcjonariusza Bully'ego, by schwytali Willy Foga. Dodatkowo pan Sullivan, w obawie o swoją reputację, zatrudnia mistrza przebrania, cwanego Transfera, by przeszkodził Willy'emu Fogowi w objechaniu świata w 80 dni. Fog i Rigodon (wraz z zamkniętym w torbie Tico) ruszają pociągiem do Dover, gdzie przesiadają się na statek płynący do Calais, a potem pociągiem do Paryża. |                             |                         |
|           | |                             |                         |
| Odcinek 3 | „Tajemnicza Dama” | „Un viaje accidentado“      | „Secret Woman”          |
| Odcinek 3 | Willy Fog dociera do Paryża z 5-minutowym opóźnieniem i każe Rigodonowi znaleźć dyliżans, który ma ich zaprowadzić na stację Lyon, ale wszystkie dyliżanse są zajęte. Jednak Transfer, przebrany za paryską damę, zwabia do swego pojazdu i wywozi ich poza tereny Paryża, a Dix i Bully próbują ich dogonić, wciąż wierząc, że to Fog okradł bank. Kiedy Rigodon odkrywa, że zostali oszukani, walczy z przebiegłym Transferem i wtedy Tico pomaga mu się go pozbyć. W końcu docierają na stację Lyon, gdzie wsiadają do pociągu do Brindisi (DIx i Bully również), a podczas podróży Fog dowiaduje się całej prawdy o Tico, i ze względu na to, że są już w podróży dookoła świata, akceptuje Tico jako nowego podróżnika. Docierają do Brindisi, gdzie Fog eliminuje bandę dość nieuprzejmych ludzi i wraz z Tico i Rigodonem (oraz z Dixem i Bullym) płynie statkiem do Kanału Sueskiego. |                             |                         |
|           | |                             |                         |
| Odcinek 4 | „Świątynia” | „Se busca a Willy Fog“      | „The Temple”            |
| Odcinek 4 | Willy Fog, Tico i Rigodon przepływają przez Kanał Sueski w kierunku Morza Czerwonego do Bombaju, a tymczasem pan Sullivan dowiaduje się od komisarza Rowana, że to Fog okradł bank. Transfer urywa kotwicę i sabotuje inne części, zmuszając statek na co najmniej tygodniowy postój na czas naprawy. Chcąc zarejestrować wizytę w Suezie, Willy Fog, Tico i Rigodon idą do brytyjskiego konsulatu, gdzie obecnie Dix i Bully próbują przekonać tutejszego szefa o nakaz aresztowania Foga, lecz z marnym skutkiem. Jednak Transfer w kolejnym przebraniu kradnie paszport Foga i ucieka przez pustynię w kierunku ruin, a Fog, Rigodon i Tico ruszają za nim, z Dixem i Bullym na ogonie. Po dotarciu do świątyni Transfer, tym razem przebrany za ducha, próbuje wystraszyć Tico, lecz przypadkowo się ujawnia przez pojawienie się dwóch archeologów, którzy wyglądają podobnie. Tico wypędza Transfera i odzyskuje paszport Foga. Podczas rozmowy w namiocie Tico dostaje od niemieckich archeologów starożytny zegar słoneczny. Nocą ruszają z powrotem do Suezu, gdzie rano wsiadają do naprawionego statku, a także pomagają Dixowi i Bully'emu też dostać się na statek, choć był nieświadomy dwóch niebezpieczeństw: ze strony cwanego Transfera oraz ze strony inspektora i funkcjonariusza, którzy wierzą, że to Willy Fog okradł angielski bank. |                             |                         |
|           | |                             |                         |
| Odcinek 5 | „Willy Fog i Duch” | „Willy Fog y el fantasma“   | „The Ship Ghost”        |
| Odcinek 5 | Podczas uczty na statku płynącym do Bombaju Willy Fog, Rigodon i Tico zaprzyjaźniają się z generałem Cornem, który dołącza do ich podróży, jako że pociąg, którym pojadą do Kalkuty, mija Benares, gdzie generał Corn ma swój oddział brytyjskich wojsk. Chcąc nadrobić stracony czas, Fog przekonuje kapitana statku, by użył żagli, jak i silników. Tymczasem Transfer w przebraniu Willy Foga próbuje włamać się do jego kajuty, by zabrać pieniądze, lecz jego plan zostaje zniszczony przez obecność Inspektora Dixa i Funkcjonariusza Bully'ego. Próbuje więc wyrzucić Foga za burtę, lecz zamiast tego to Corn zostaje wyrzucony za burtę i uratowany przez Foga, a Transfer sam wypada za burtę, uratowany jedynie liną zaplątaną w jego nodze. |                             |                         |
|           | |                             |                         |
| Odcinek 6 | „Przygoda w Pagodzie” | „Aventura en la pagoda“     | „The Arabian Adventure” |
| Odcinek 6 | Statek w końcu dopływa do Bombaju, gdzie Fog i Corn proszą Rigodona i Tico o zrobienie zakupów na kolejne dni, jednak to się okazuje trudne ze względu na łakomstwo Tico. Podczas zakupów, Tico i Rigodon spotykają zaklinacza kobry i choć wąż ugryzł Tico w tyłek, to się okazało, że to był stary wąż, który stracił zęby 10 lat temu. Okrutny Transfer w przebraniu pana Foga oszukuje Rigodona i Tico, że pociąg ma 5-godzinne opóźnienie, i że mogą to wykorzystać, wdrapując się na górę. Plan Transfera działa, lecz z powodu przebrania zostaje schwytany przez Bully'ego i Dixa. Tymczasem Tico i Rigodon wchodzą do świątyni, gdzie przypadkowo narażają się na mnichów, za zbezczeszczenie świętej krowy, lecz udaje im się uciec. Zaś Dix próbuje przekonać fałszywego Foga do przyznania się do winy, lecz Transfer ucieka z budynku władz kolonii brytyjskiej i ponownie zaczyna pościg za Fogiem, który wraz z generałem Cornem, Tico i Rigodonem (którzy zwiali mnichom) jedzie teraz pociągiem do Kalkuty. Podczas podróży Rigodon zdaje sobie sprawę, że zostawił swój kapelusz w świątyni, a pan Fog jest przekonany, że ktoś próbuje mu przeszkodzić w okrążeniu świata w 80 dni. Zwłaszcza że to końca zostały mu tylko 62 dni... |                             |                         |
|           | |                             |                         |
| Odcinek 7 | „Ekspres do Kalkuty” | „El expreso de Calcuta“     | „The End of the Line”   |
| Odcinek 7 | Willy, Fog, generał Corn, Tico i Rigodon jadą pociągiem do Kalkuty, gdzie mają nadzieję zdążyć na statek do Singapuru, a potem do Hongkongu. Podczas zakupów w miasteczku, kiedy Tico proponuje Rigodonowi nowy kapelusz, Francuz odmawia, twierdząc, że obiecał sobie, iż już nigdy nie kupi kapelusza, gdyż swój zostawił w Bombaju. Podczas podróży podróżnicy dowiadują się, że linia łącząca Bombaj i Kalkutę nie została w pełni ukończona, więc pasażerowie pociągu zapewniają sobie podróż na własną rękę. Chcąc nie chcąc, Willy Fog postanawia znaleźć transport do Allahabad, gdzie czeka na nich pociąg do Kalkuty. Spotykają przewodnika i słonia i choć proponują mu sporą sumkę pieniędzy, to przewodnik nie zgadza się na podróż, twierdząc, że jego słoń Koa zbyt długo podróżował i potrzebuje odpoczynku. Podstępny Transfer oszałamia przewodnika i sam się za niego przebiera i proponuje Fogowi i przyjaciołom podróż do Allahabadu. Tymczasem Dix i Bully budzą się zaskoczeni, że Fog im się wymknął i sprzymierzają się z prawdziwym właścicielem słonia, który chce za wszelką cenę odszukać Koa. Tymczasem Willy Fog, Rigodon, Corn i Tico jadą do Allahabadu, nieświadomi, że ich przewodnik jest tak naprawdę fałszywym przebierańcem...                                                                                        |                             |                         |